# Relaciones Corea del Norte-Guatemala
Las relaciones Guatemala-Corea del Norte son las relaciones internacionales entre Corea del Norte y Guatemala. Los dos países establecieron relaciones diplomáticas el 26 de septiembre de 2007.

## Relaciones diplomáticas
Ambas naciones establecieron relaciones diplomáticas durante una asamblea de la Organización de Naciones Unidas en 2007 durante los gobiernos de Óscar Berger y Kim Jong-il, de Guatemala y Corea del Norte respectivamente.
El canciller Gert Rosenthal expresó: "Es un gesto más que nada hacia Corea del Sur, un país que es socio y amigo nuestro, que no ha hecho secreto su deseo de que los países de América Latina reconozcan a Corea del Norte pues tiene interés que se incorpore a la Comunidad de Naciones". La formalización de sus relaciones diplomáticas inició el 26 de septiembre de 2007 entre las cancillerías de ambos países.
Guatemala mantiene un embajador concurrente para Corea del Norte desde Corea del Sur, Corea del Norte mantiene un embajador concurrente para Guatemala desde México.